# تاکاشی تاکوساگاوا
تاکاشی تاکوساگاوا (انگلیسی: Takashi Takusagawa؛ زادهٔ ۱۲ فوریهٔ ۱۹۸۱) ورزشکار فوتبال اهل ژاپن است.
از باشگاه‌هایی که در آن بازی کرده‌است می‌توان به باشگاه فوتبال آویسپا فوکوئوکا اشاره کرد.